# Alex Hendrickx
Pour les articles homonymes, voir Hendrickx.
Alex Hendrickx, né le 13 juillet 1993 à Berg-op-Zoom, est un acteur néerlandais.

## Carrière
Il commence sa carrière cinématographique dès l'âge de 17 ans, dans de rôle de Pardoes de Tovernas, dans la série De Magische Wereld van Pardoes.
Il s'est connaître du grand public comme Peter dans la série Petticoat diffusée par KRO-NCRV. Alex a étudié à Tilbourg au MBO, puis a étudié à l'académie de théâtre à Maastricht.
Le 24 mars 2014, Alex Hendrickx a remporté le prix du meilleur rôle masculin aux Amateur Musical Awards (nl), remis par Karin Bloemen lors du Gala au théâtre DeLaMar (en) à Amsterdam. Trilingue, Il parle couramment le néerlandais (langue maternelle), le flamand et l'anglais.

## Filmographie

### Cinéma
- 2012 : De verbouwing de Will Koopman : Tom[3]
- 2012 : Guilty Movie (nl) : Simon[4]
- 2012 : Achtste-groepers huilen niet (nl) de Dennis Bots[5]
- 2013 : App (en) de Bobby Boermans : Stijn Rijnders[6]
- 2014 : The Pool (nl) de Chris W Mitchell : Jan[7]
- 2014 : De Laatste (court métrage) : Boris
- 2015 : Ventoux de Nicole van Kilsdonk : Bart jeune
- 2016 : Fissa : Ruben
- 2017 : Gangsterdam de Romain Levy : Caspar Van Tannen

### Télévision

#### Téléfilms
- 2012 : Laptop (nl) de Ger Poppelaars : Stefan
- 2017 : Het bestand de Thomas Korthals Altes : Pssdoff[8]

#### Séries télévisées
- 2011 : De Magische Wereld van Pardoes (nl) de Jeroen van der Zee : Pardoes de Tovernar[9]
- 2012 : SpangaS : Scott
- 2012 : Gerede Twijfel (nl) : Ratje
- 2013 : Moordvrouw : Teun
- 2013 : Groove High[10]
- 2014 : Flikken Maastricht : Kevin van der Wal
- 2016-2017 : Petticoat (nl) : Peter Miedema
- 2018 : Modèle:Lang=nl de Alexander Blaauw : Paul Elias[11]